# اسکانیا سری اف
اسکانیا سری اف (به انگلیسی: Scania F-series) یک مدل از اتوبوس‌های تولید شده شرکت اسکانیا است. این سری دارای یک موتور ۵ سیلندر و یک جعبه دنده ۶ دنده است.